# Герасимов, Анатолий Александрович
Анато́лий Алекса́ндрович Гера́симов, в написании латиницей Anatole (Anatoly) Gerasimov (08.10.1945 — 25.04.2013) — советский, американский и российский композитор и музыкант (саксофонист и флейтист), игравший в широком диапазоне джазовых стилей, от традиционных (мейнстрим, бибоп, модальный джаз) до новейших (джаз-рок, этно-джаз, фри-джаз), а также сотрудничавший с музыкантами из области электроники, этники и рока. Имел в профессиональном джазовом сообществе прозвище «Му-Му», полученное ещё во временя участия в московских джем-сейшенах в 1960-х годах. В период американской эмиграции (1973-1997) получил известность международного уровня работой в оркестрах под управлением Дюка и Мерсера Эллингтонов, Теда Джонса и Мела Льюиса. После возвращения в Россию много работал с джазменами и музыкантами более молодого поколения, существенно расширив стилистические границы своей музыки за пределы джаза. Включён в энциклопедию «Jazz Legends». По мнению редакции портала «Джаз.Ру», Герасимова «можно причислить к тем немногим, чьи интересы в музыке простираются гораздо дальше определенных жанровых, - и шире, - национальных границ».

## Биография

### Советский период
Родился 8 октября 1945 года в Москве.
Окончил музыкальную школу по классу кларнета и другого формального музыкального образования не получил. В подростковом возрасте играл в ансамбле Московского городского Дома Пионеров под управлением Владимира Сергеевича Локтева вместе с будущим джазовым трубачом и композитором Олегом Степурко, с которым впоследствии сотрудничал и записывался.
В четырнадцать лет услышал джаз, самостоятельно освоил саксофон (тенор- и сопрано-) и к шестнадцати годам начал исполнять музыку этого жанрасамостоятельно. В семнадцать дебютировал на московской джазовой сцене (в одном из своих первых ансамблей сотрудничал с будущим Народным артистом РФ, пианистом Игорем Брилем). В 1960-х и начале 1970-х играл во многих московских группах, включая именитые оркестры Анатолия Кролла (который на тот момент базировался в филармонии Тулы), Эдди Рознера, Бориса Рычкова и «ВИО-66» Юрия Саульского.  В составе оркестров аккомпанировал на записях популярным эстрадным исполнителям того времени — Валерию Ободзинскому, Ларисе Мондрус и т.п.
Со временем добавил к своему инструментарию флейту и впервые получил признание в прессе именно как флейтист, исполнив авторскую пьесу «Белый снег» на московском фестивале «Джаз-68» (1968), в связи с чем был явно упомянут в единственной (по мнению музыковеда и историка джаза Алексея Баташёва) газетной рецензии на весь фестиваль: «Всех увлек поэтичный Герасимов». В дополнение к большому количеству ансамблей-однодневок, выступавших на непостоянной основе и без регулярной оплаты в музыкальных кафе столицы («Молодёжное», «Печора», «Ритм», «Синяя Птица», «Времена года»), Герасимов состоял в Московском объединении музыкальных ансамблей, обеспечивавших работой эстрадно-ресторанные коллективы. Из-за большого количества подработок и проблем с дисциплиной испытывал трудности с официальным трудоустройством и был отчислен из оркестра Саульского с формулировкой «за прогулы». Во время пребывания в Москве оркестров Дюка Эллингтона и Теда Джонса — Мела Льюиса общался с музыкантами этих составов, обменивался с ними контактами и музыкой, принимал участие в совместных джемах. 

### Эмиграция
В 1973-м Герасимов эмигрировал из СССР (по его собственным словам, «очень неожиданно и внезапно»). Для получения письма-вызова, необходимого для одобрения выезда со стороны ОВИР, была инициирована вымышленная история о родственнике, находящемся в Израиле (согласно самому Герасимову, это был «брат дяди отца», однако Алексей Баташёв считает, что Герасимов «придумал себе еврейскую бабушку»). Не состоявший в КПСС и в браке Герасимов был выпущен из СССР, но не допущен в Израиль фильтрационным центром в Вене. В ожидании разрешения из США о въезде в страну в качестве беженца Герасимов оказался в Риме, где три месяца играл в ансамбле джазового пианиста Романо Муссолини (младшего сына Бенито Муссолини). Планируя американскую карьеру, послал открытку Мерсеру Эллингтону, сыну Дюка, пытаясь восстановить знакомство, но ответа не получил.
После переезда в Нью-Йорк, врастая в музыкальное сообщество, Герасимов некоторое время преподавал и выполнял разовые подработки, включая выступления на свадьбах, бар-мицвах и т.п. и участие в записях малозначительных и конъюнктурных альбомов. Часть ангажементов он получал с помощью знакомых музыкантов оркестров Эллингтона, Джонса и Льюиса. Сотрудничал с другими джазовыми эмигрантами из СССР. В одном из своих американских составов играл с тенор-саксофонистом Игорем Высоцким и пианистом Игорем Яхилевичем (в состав также входили американские контрабасист Майкл Боккиккио и барабанщик Чип Уайт); с этим коллективом выступал в телепередачах, на джазовых концертах в Центральном парке, в клубе «Village Gate» с приглашённым тенор-саксофонистом Ларри Шнайдером, на пароходе с гостем квинтета саксофонистом Эдди Дэниэлсом в общем концерте с оркестром Вуди Германа). В 1974 году принял участие в программе Лесли Бибера «Jazz At Noon» в ночном клубе «Shepheard», где были специально собраны джазмены, приехавшие в Нью-Йорк из СССР, в т.ч. трубач Валерий Пономарёв, пианист Игорь Яхилевич, барабанщик Михаил Брандсбург, саксофонист Игорь Высоцкий и тромбонист Александр Эдлин.
В начале 1974 года Герасимов при случайной встрече на улице с Дюком Эллингтоном поздоровался с маэстро, который узнал его и пригласил принять участие в концерте своего оркестра в «Rainbow Room». Через некоторое время Эллингтон вызвал Герасимова в Чикаго на запись, и начался период работы в оркестре под руководством сначала самого Дюка, а после его смерти 23 мая 1974 года — его сына Мерсера. В альбоме оркестра «Continuum» (1975) Герасимов играет соло на тенор-саксофоне в композиции «All Too Soon». 
В 1977 году Герасимов работал в оркестре Джонса-Льюиса.
В США Герасимов писал музыку для кино и телевидения, приглашая для записи музыкантов высшего класса: в фонограмме документального фильма об использовании солнечной энергии по его инициативе играет гитарист Джон Скофилд, в другом фильме — Джако Пасториус. Параллельно Анатолий выезжал на гастроли и в частном порядке в Японию, Бразилию, Европу, где пополнял инструментальный арсенал (начал, например, использовать японскую флейту сякухати), знакомился с национальной музыкой и местными музыкантами, которых теперь уже сам вводил в нью-йоркское сообщество. Среди собственных коллективов Герасимова в Нью-Йорке был состав сразу с тремя бразильцами, которым он помогал устроиться на новом месте — перкуссионистами Сиро Баптистой и Кафе Да Сильва и басистом Сержиу Брандау.
В 1983 году во время европейских гастролей спонтанно переехал во Францию: «...стоял на вокзале в Гамбурге и увидел поезд на Париж. Американцу — у меня американский паспорт —  виза не нужна, я подумал: а почему мне не поехать в Париж? Поехал... и в результате провел там года три». Во Франции Герасимов работал с музыкантами преимущественно фри-джаза и этно-джаза.   
В целом в период американской и европейской эмиграции Герасимов работал и записывался с джазовыми, рок- и этно-музыкантами высшего эшелона (в их числе — Чет Бейкер, Элвин Джонс, Питер Хэммилл, Арто Тунчбояджан), музыкантами ансамблей Майлза Дэвиса и Джорджа Бенсона, с клавишником Марком Копландом, барабанщиком Джимом Мэдисоном, пианистом Симоном Набатовым и т.п.  

### Российский период
В 1995 году Герасимов в первый раз с момента эмиграции посетил Россию (Санкт-Петербург) для записи альбома совместно с другим эмигрантом, задумавшимся о возвращении на родину — бардом Алексеем Хвостенко («Хвостом»), знакомство с которым состоялось ещё в 1966 году в Ленинграде. Работа 1995 года «Жилец вершин», создателем которой указывается проект «Хвост и АукцЫон», создана по стихам Велимира Хлебникова; по словам Леонида Фёдорова, идея изначально принадлежит Хвостенко, который вместе с Герасимовым уже написал некоторые песни ещё до того, как группа «АукцЫон» согласилась на участие. Сотрудничество с Хвостенко продолжилось не только задокументированными совместными записями, но и, например, музыкой для пьесы «Лежит», написанной Герасимовым в 1997 году в Париже. 
В 1996 году Герасимов вернулся в Россию окончательно, а в 1997 получил гражданство (гражданства СССР он был лишён в 1973-м). Первой записью российского периода, когда он явно обозначен в числе лидеров, стал записанный в Новосибирске совместно с ансамблем «Siberian Jazz Project» местного басиста и бэндлидера Петра Ржаницына («Петруччо») альбом «Far Away».
Первый собранный в Москве собственный квартет Герасимова включал Юрия Погибу (клавишные), Дмитрия Севастьянова (ударные) и Антона Ревнюка (бас), в качестве гостя с этим составом регулярно выступал перкуссионист Юрий Генбачёв. Трижды в течение 1997 года коллектив выступал с концертами в прямом эфире радио «РаКурс»  (еженедельная программа Кирилла Мошкова «Московский свинг»), в ходе которых к коллективу присоединялись гитарист Валерий Белинов и клавишник Одиссей Богусевич. По результатам этих выступлений, которые обеспечили более удачную по сравнению с клубными выступлениями звукорежиссуру записи, был выпущен альбом «Yes».
В 2008 году Герасимов вместе гитаристом Николаем Сарабьяновым начал еженедельные выступления в клубе «Олимпиада-80», располагавшемся в историческом здании спорткомплекса «Олимпийский». К этому составу присоединились барабанщик Алексей Кравцов, перкуссионисты Вартан Бабаян и Владислав Окунев, и по инициативе арт-директора клуба и продюсера Араика Акопяна был выпущен ещё один альбом c записью живого выступления 3 апреля 2009 года, где имя исполнителя указано как «Anatoly»
В числе фестивалей, на которых Герасимов выступал со своими проектами — фестиваль в украинском Днепропетровске, московские «Богема-Джазз-99», Московский джаз-фестиваль (1999) и «Неофициальная Москва Джаzz Off» (1999), проводившаяся в нескольких городах «Джазовая провинция» (1998 и 1999), «Джаз над Волгой» (Ярославль, 2003), проведённый в Нью-Йорке в 1998 году фестиваль памяти Сергея Курёхина (где Герасимов играл в квартете с Чико Фриманом) и т.п.
В разные годы своего российского периода Герасимов работал с клавишниками Антоном Севидовым, Антоном Барониным и Сергеем Чипенко, гитаристом Игорем Золотухиным, вокалистками Екатериной Воробьёвой и Ириной Томаевой, барабанщиками Николаем Емельяновым и Загидом Алыковым, вибрафонистом Владимиром Голоуховым, саксофонистом Антоном Котиковым , басистом Аркадием Овруцким и многими другими. Заметную часть его творчества составляли проекты с рядом столичных диджеев (ZigZag, Чижевский, Студицкий, Mr. Lefik, Дольчик и т.п.), с которыми он выступал в ночных клубах, далёких от традиционно-джазовой направленности. В собственном творчестве постоянно выходил за рамки традиционного джаза, привнося заметные элементы африканской и латиноамериканской музыки, регги и т.п., а в качестве сессионного музыканта регулярно сотрудничал со звёздами рок-музыки (включая группы «АукцЫон», «Сплин», «Би-2» и так далее).
В последние годы жизни Герасимов часто и тяжело болел. В 2011 году был украден кофр со всеми его инструментами (тенор- и сопрано-саксофоны, шесть флейт). Новый инструмент музыкант получил при помощи фонда поддержки современной инструментальной музыки «АртБит» Алексея Козлова.  
Умер 25 апреля 2013 года в одной из московских больниц. 

## Появление в СМИ и литературе, оценки профессионального сообщества
В 1983 году Герасимов упомянут Сергеем Довлатовым в книге «Марш одиноких»: 
В Нью-Йорке обосновались три бывших московских саксофониста. Сермакашев, Пономарёв и Герасимов. Нелепо брать в Тулу — самовар. А в Нью-Йорк — саксофон. Однако Сермакашев играл у Мэла Льюиса. Пономарёв — у Арта Блейки. Герасимов записал пластинку с Эллингтоном.Сергей Довлатов
В 1997 году Герасимов стал лауреатом премии Московской ассоциации джазовых журналистов «Джаз'Ухо-97» в номинации «Мастер года». 
В 2000 году известный советско-литовский саксофонист-новатор Владимир Чекасин охарактеризовал созидательную натуру Герасимова: 
Воспроизводящая культура в Москве на достаточно высоком уровне. А вот созидательная базируется там исключительно на воспроизводящей. Они всего лишь манипулируют блоками, заложенными в мейнстриме. Это концептуально другой подход. [...] из всех московских звезд совместные проекты я хотел бы делать только с Крамером, Разиным или Толей Герасимовым. Это те, кто более-менее раскован.Владимир Чекасин
В 2008 году в рецензии на книгу Кирилла Мошкова «Индустрия джаза в Америке» авторитетный российский музыковед и джазовый журналист Владимир Фейертаг оценил достижения Герасимова после эмиграции в негативном ключе: 
...наши жертвы — убежавшие в джазовое небытие Берукштис и Мидный, Высоцкий, Герасимов, Пономарёв (только последнему и повезло).Владимир Фейертаг
Однако в 2009 году тот же автор в своём энциклопедическом справочнике «Джаз в России» пишет о Герасимове прямо противоположное:
...один из первых советских джазменов, добившихся успеха в США.Владимир Фейертаг
В 2015 году музыка Герасимова звучала в программе Михаила Митропольского «Бесконечное приближение» на «Радио России».
В 2017-м о наследии Герасимова с учётом расширения стилистики его музыки в последние годы высказался композитор, музыкант и теоретик музыки Олег Степурко: 
Герасимов впервые создал джазовый музыкальный материал, в котором наконец отразилась вся скорбь и тоска пространства 1/6 части планеты под названием Русь. Нечётные размеры и славянские лады, феноменально-парадоксальный и в то же время такой простой мелодизм — всё это создаёт «хуки»: крючки, которые так тебя ранят, что уже невозможно от него оторваться, как от травяного настоя, исцеляющего душу.Олег Степурко
Герасимов выступал живьём в «Программе А» Российского телевидения, где представил также клип режиссёра Григория Амнуэля на пьесу «Bloomdido» Чарли Паркера.
Проекту «Ритуальные танцы» с его участием была посвящена одна из передач цикла «Антропология»  Дмитрия Диброва. 
Известный советский и российский джазмен, композитор и теоретик музыки Юрий Маркин в своих воспоминаниях упоминает о курьёзном случае, когда Герасимов стал жертвой сложного для восприятия американцами имени: 
Вот и саксофониста Анатолия Герасимова, когда он куковал там на Западе, объявляли в концертах известным всему миру именем: — Выступает Анатолий… Солженицын!Юрий Маркин, «Тройное совпадение»

## Цитаты
Мне нравится, когда в музыке многое перемешано, и непонятно, откуда у неё ноги растут. Потому что тогда появляется какой-то элемент сюрприза, неожиданность. А так, бывает, слушаешь и думаешь, что вот сейчас будет вот такое соло саксофона, и правда - вот оно...Анатолий Герасимов, в интервью Александру Никитину, 2010
Я бы стал играть джаз, если бы было с кем. У нас джаз неправильно играют. Нет правильного отношения, релакса.Анатолий Герасимов, в интервью Александру Никитину, 2010
Меня прошлое, в общем, не интересует. Я много с кем играл, большое им за это спасибо, но самое интересное всегда происходит только в настоящем, именно сейчас!Анатолий Герасимов, в интервью Александру Никитину, 2010

## Избранная дискография

### В качестве лидера или полноправного со-лидера
- 1987: Anatole, «Time Flies» (Nana Records / No. 1001)
- 1991: Анатолий Герасимов, «Время летит» (Мелодия / C60 31489 005), лицензионное российское переиздание альбома 1987 года «Time Flies»
- 1997: Siberian Jazz Project featuring Anatole Gerasimov, «Far Away» (SB Recording Studio, 1997)
- 1997: Хвост, Герасимов, АукцЫон, «Париж - Санкт-Петербург» (Отделение ВЫХОД / В052)
- 1998: Anatole Gerasimov, «Yes» (Boheme Music / CDBMR 809015)
- 2000: Boris Prussakov, Anatoly Gerasimov, Yuri Genbachev, «Meditation Dance» (LandyStar / LS-009-2000)[27]
- 2000: Анатолий Герасимов, Вячеслав Горский, Сергей Манукян, Йоэль Гонзалес, «Ритуальные танцы» (Kerama)[28]
- 2003: Anatole Gerasimov, «Karmadon Blues» (Dan Revival Records), посвящение погибшему при сходе ледника Колка оператору Даниилу Гуревичу[11]
- 2004: Virtual Flowers, «Dark Cocktail» (Random Records / RNDCD 006), состав трио: Иван Соколовский, Владимир Голоухов, Анатолий Герасимов
- 2012: Anatole Gerasimov, «Angle Of Living» / Анатолий Герасимов, «Живой ракурс» (ArtBeat Music / AB-CD-04-2012-017)
- 2013: Anatoly Gerasimov Band, «Live In “Olimpiada 80» (FancyMusic / FANCY019)
- 2014: Алексей Хвостенко, «Скорпион (музыка: Анатолий Герасимов & АукцЫон)» (Геометрия / GEO 089 CD)
- 2017: Зиг Трио & Анатолий Герасимов, «Иллюзия» (издано лимитированным тиражом без указания лейбла, запись 2005 года)

### В качестве сайдмена (рядового участника записи)
- 1975: Duke Ellington Orchestra / Mercer Ellington, «Continuum» (Fantasy Records / F-9481)
- 1978: Sinto, «Sonho Negro» (Amayana / A 4506), в выходных данных указан как «Anatol Gerasimov»
- 1995: Хвост и АукцЫон, «Жилец вершин» (SNC)
- 1995: Yakov Solodkiy, «Percussion Music» (Kurizza Records)[29]
- 1997: Сплин, «Фонарь Под Глазом» (SNC Records / SNCM 7063)
- 1998: Алексей Хвостенко при участии музыкантов группы АукцЫон, «Опыт Постороннего Творческого Процесса» (Отделение ВЫХОД / В 045/046)
- 1998: Лисица Кицунэ, «Kokain.ru или Жизнь негодяя» (Zvuki.ru)
- 1998: Юлия Каган, «Белый дятел»[30]
- 2001: Хвост и АукцЫон, «Завтра Потоп» (Ulitka Records / U 0002)
- 2000: Сплин, «Зн@менатель» (Real Records / RR-037-CD)
- 2002: Mike Ellis World Jazz Ensemble, «The Shamans’ Dance» (Dialog Music, 2002)[31]
- 2004: Олег Степурко, «Русский Funk» (Boheme Music)[32]
- 2005: Dubchairman & Second Hand Band, «Саундтрек К Фильму Петра Хазизова "Манга" (Remixed)» (Мистерия Звука / MZ 293-9/0)
- 2005: Ornitology, «Heavenly Castle» (NuNote / NN-06CD/06)
- 2006: Zventa Sventana, «Страдания» (Музыка Вдох / ВДОХ-16CD/06)
- 2009: Би-2, «Лунапарк» (Мистерия Звука / CD-M+095-9/2)
- 2009: Группа Ornitology, «Pilgrimage» (Мистерия Звука / CD-M+077-2)
- 2010: Нино Катамадзе & Insight, «Red» (Мистерия Звука / MZ487-9/DG)
- 2011: Алексей Хвостенко, «Коллекция Легендарных Песен» (RMG Records / RMG 3827 MP3)
- 2011: Аукцыон, «Юла» (Геометрия / GEO 035 CD)
- Uncle L, «В Гостях У Радионяни» (самиздат без указания года выпуска)
- Rigonda, «Your Favourite International Songs» (указан каталожный номер 4245 без указания выпускающего лейбла и года выпуска)
- Irina Fogelson, «Sings: Yiddish Hebrew Russian English» (Liberman Record Production / N-8815), год выпуска не указан

### Сборники
- 1984: V/A, «Festival De La Musique De Films Fantastiques (Scifi Film Music Festival)» (Milan / A 263), как композитор к музыке фильма «Liquid Sky»
- 1988: V/A, «Horror And Science Fiction Film Music Story - Vol. 2» (Milan / CD 263), как композитора к музыке фильма «Liquid Sky»
- 1996: V/A, «Митьковские песни» (Soyuz Records / SZ0632-96)
- 1998: V/A, «Зоопарк Русского Рока» (Отделение ВЫХОД / В 029), в композиции Алексея Хвостенко «Импровизация (Дятел)» как один из композиторов и исполнитель
- 1998: V/A, «Весь этот JAZZ» (Boheme Music), с композицией «Aurora»[33]
- 1999: V/A, «Джэм!» (Stereo & Video / S&V 017), бесплатное CD-приложение к журналу «Stereo & Video», с композицией «To Burn But Not On Fire»
- 2001: V/A, «Planet Jazz: Коллекция серии JazzLand» (Landy Star Music / LS-020-01), с композицией «Dance Of Dioge»
- 2007: V/A, «Усадьба. Джаз – Музыкальная Коллекция 2007» (Art Mania), с композицией «To Burn But Not On Fire»
- 2007: V/A, «Фестиваль City Jazz And World Music» (Art Mania), с композицией «For What?»
- 2010: V/A, «Сучасний Джаз України» (Koktebel Jazz Festival Records / KJF07-09/1), с композицией «The Night»
- 2011: V/A, новогодний сборник-визитка Фонда поддержки современной инструментальной музыки «АртБит» Алексея Козлова[34]
- 2013: V/A, «Усадьба Jazz - 10 Лет» (ArtBeat Music / Art Mania / AB-CD-06-2013-050), с композицией «Occation Music»
- 2014: V/A, «Кафе-клуб Китайский Лётчик Джао Да: 15 Лет» (Китайский Лётчик Джао Да), с композицией «Не в огне гореть»

## Избранная фильмография

### В роли композитора
- 1982: «Жидкое небо» / «Liquid Sky» (режиссёр - Слава Цукерман): фильм получал призы фестивалей в Монреале, Сиднее, Картахене, Брюсселе и Маниле
- 2003: «Полная труба» (компьютерная игра Ивана Максимова)

### В роли участника видеоряда (исполнителя и т.п.)
- 1997: Аукцыон, «У Митьков (Домашний Концерт)» (Дубль Видео / DV-001)
- 2006: Крематорий, «Видеоклипы + Концерт 20 Летия Группы» / АукцЫон, «Как Слышится, Так И Пишется»/ Пикник, «Королевство Кривых Live!»
- 2011: Нино Катамадзе & Insight, «Red Line» (Мистерия Звука / MZ502-0/DG)